# Tour du Poitou-Charentes 2014
Il Tour du Poitou-Charentes 2014, ventottesima edizione della corsa, si svolse dal 26 al 29 agosto 2014 su un percorso di 703 km ripartiti in 5 tappe, con partenza da Jarnac e arrivo a Poitiers. Fu vinto dal francese Sylvain Chavanel della IAM Cycling davanti al canadese Svein Tuft e al francese Cyril Lemoine.

## Tappe
| Tappa  | Data      | Percorso                                                 | km    | Vincitore di tappa  | Leader cl. generale |
| ------ | --------- | -------------------------------------------------------- | ----- | ------------------- | ------------------- |
| 1ª     | 26 agosto | Jarnac > La Ronde                                        | 192,4 | Mark Cavendish      | Mark Cavendish      |
| 2ª     | 27 agosto | Marans > Niort                                           | 183,6 | Mark Cavendish      | Mark Cavendish      |
| 3ª     | 28 agosto | Montmorillon > L'Isle-Jourdain                           | 111   | Nicola Ruffoni      | Mark Cavendish      |
| 4ª     | 28 agosto | Availles-Limouzine > L'Isle-Jourdain (cron. individuale) | 24,3  | Sylvain Chavanel    | Sylvain Chavanel    |
| 5ª     | 29 agosto | Lezay > Poitiers                                         | 191,9 | Jesus Herrada Lopez | Sylvain Chavanel    |
| Totale | Totale    | Totale                                                   | 703   |                     |                     |

## Dettagli delle tappe

### 1ª tappa
- 26 agosto: Jarnac > La Ronde – 192,4 km

| Pos. | Corridore      | Squadra      | Tempo    |
| ---- | -------------- | ------------ | -------- |
| 1    | Mark Cavendish | Omega Pharma | 4h47'06" |
| 2    | Maxime Daniel  | AG2R         | s.t.     |
| 3    | Roy Jans       | Wanty        | s.t.     |

| Pos. | Corridore      | Squadra      | Tempo    |
| ---- | -------------- | ------------ | -------- |
| 1    | Mark Cavendish | Omega Pharma | 4h46'56" |
| 2    | Maxime Daniel  | AG2R         | a 4"     |
| 3    | Roy Jans       | Wanty        | a 6"     |

### 2ª tappa
- 27 agosto: Marans > Niort – 183,6 km

| Pos. | Corridore       | Squadra      | Tempo    |
| ---- | --------------- | ------------ | -------- |
| 1    | Mark Cavendish  | Omega Pharma | 4h18'35" |
| 2    | Enrique Sanz    | Movistar     | s.t.     |
| 3    | Lorrenzo Manzin | FDJ          | s.t.     |

| Pos. | Corridore      | Squadra      | Tempo    |
| ---- | -------------- | ------------ | -------- |
| 1    | Mark Cavendish | Omega Pharma | 9h05'21" |
| 2    | Enrique Sanz   | Movistar     | a 14"    |
| 3    | Maxime Daniel  | AG2R         | s.t.     |

### 3ª tappa
- 28 agosto: Montmorillon > L'Isle-Jourdain – 111 km

| Pos. | Corridore      | Squadra          | Tempo    |
| ---- | -------------- | ---------------- | -------- |
| 1    | Nicola Ruffoni | Bardiani Valvole | 2h30'43" |
| 2    | Roy Jans       | Wanty            | s.t.     |
| 3    | Mark Cavendish | Omega Pharma     | s.t.     |

| Pos. | Corridore      | Squadra      | Tempo     |
| ---- | -------------- | ------------ | --------- |
| 1    | Mark Cavendish | Omega Pharma | 11h36'02" |
| 2    | Roy Jans       | Wanty        | a 14"     |
| 3    | Maxime Daniel  | AG2R         | a 16"     |

### 4ª tappa
- 28 agosto: Availles-Limouzine > L'Isle-Jourdain (cron. individuale) – 24,3 km

| Pos. | Corridore        | Squadra | Tempo  |
| ---- | ---------------- | ------- | ------ |
| 1    | Sylvain Chavanel | IAM     | 29'04" |
| 2    | Svein Tuft       | Orica   | a 44"  |
| 3    | Cyril Lemoine    | Cofidis | a 58"  |

| Pos. | Corridore        | Squadra | Tempo     |
| ---- | ---------------- | ------- | --------- |
| 1    | Sylvain Chavanel | IAM     | 12h05'25" |
| 2    | Svein Tuft       | Orica   | a 47"     |
| 3    | Cyril Lemoine    | Cofidis | a 1'01"   |

### 5ª tappa
- 29 agosto: Lezay > Poitiers – 191,9 km

| Pos. | Corridore           | Squadra          | Tempo    |
| ---- | ------------------- | ---------------- | -------- |
| 1    | Jesus Herrada Lopez | Movistar         | 4h28'32" |
| 2    | Jan Bakelants       | Omega Pharma     | s.t.     |
| 3    | Nicola Ruffoni      | Bardiani Valvole | s.t.     |

| Pos. | Corridore        | Squadra | Tempo     |
| ---- | ---------------- | ------- | --------- |
| 1    | Sylvain Chavanel | IAM     | 16h33'57" |
| 2    | Svein Tuft       | Orica   | a 47"     |
| 3    | Cyril Lemoine    | Cofidis | a 1'01"   |

## Classifiche finali

### Classifica generale
| Pos. | Corridore           | Squadra                      | Tempo     |
| ---- | ------------------- | ---------------------------- | --------- |
| 1    | Sylvain Chavanel    | IAM Cycling                  | 16h33'57" |
| 2    | Svein Tuft          | Orica-GreenEDGE              | a 47"     |
| 3    | Cyril Lemoine       | Cofidis                      | a 1'01"   |
| 4    | Stephen Cummings    | BMC Racing Team              | a 1'16"   |
| 5    | Jérémy Roy          | FDJ                          | a 1'17"   |
| 6    | Martin Elmiger      | IAM Cycling                  | a 1'18"   |
| 7    | Alex Dowsett        | Movistar Team                | s.t.      |
| 8    | Arnaud Gérard       | Bretagne-Séché Environnement | a 1'28"   |
| 9    | Jesus Herrada Lopez | Movistar Team                | a 1'36"   |
| 10   | Matthias Brändle    | IAM Cycling                  | a 1'58"   |